# Frère Roger

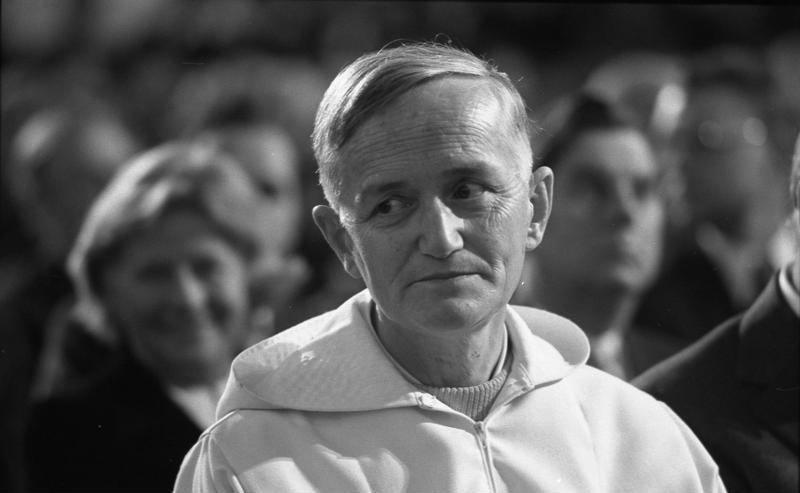
Frère Roger bei der Überreichung des Friedenspreises des Börsenvereins des Deutschen Buchhandels, 13. Oktober 1974

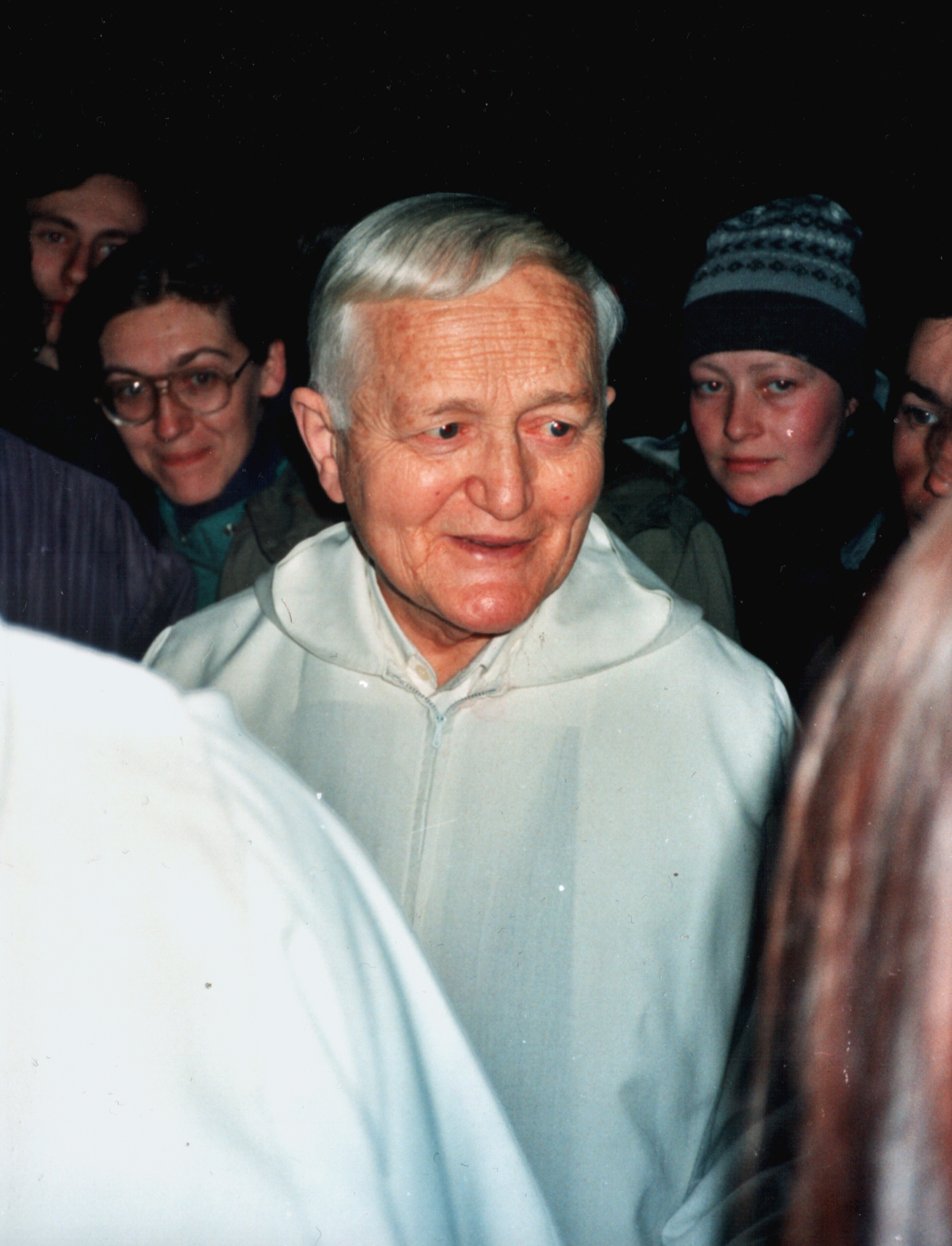
Frère Roger, 1991

Frère Roger (französisch frère‚ Bruder; * 12. Mai 1915 in Provence, Schweiz als Roger Louis Schutz-Marsauche, auch bekannt als Roger Schutz; † 16. August 2005 in Taizé, Frankreich) war Gründer und erster Prior der ökumenischen Communauté de Taizé.

## Leben
Frère Rogers bürgerlicher Name war Roger Louis Schutz-Marsauche. Er wuchs in einem reformierten Pfarrhaus auf. Sein Vater Karl Ulrich Schutz stammte aus Bachs im Zürcher Unterland, seine Mutter Amélie Henriette Schutz-Marsauche aus dem Burgund. Roger war das jüngste von neun Geschwistern. Sein Vater gab ihn bei einer katholischen Witwe in Kost, als er die Gemeinde wechselte. So ermöglichte er ihm eine höhere Schulbildung, die am neuen Wohnort nicht möglich gewesen wäre.
Als Gymnasiast erkrankte Roger an Lungentuberkulose. In seiner Schulzeit bezeichnete er sich als Nichtglaubender; wegen der tödlichen Krankheit seiner Schwester Lily begann er jedoch wieder zu beten.

### Studium und erste Schritte zur Gründung einer Gemeinschaft
Seinen Plan, Schriftsteller zu werden, verwirklichte Roger Schutz nicht, nachdem er das Manuskript für sein erstes Buch für den Verlag hätte umschreiben sollen. Stattdessen folgte er dem Rat seines Vaters und studierte von 1936 bis 1943 evangelische Theologie an der reformierten Fakultät der Universitäten von Lausanne und Straßburg. Seine Abschlussarbeit legte er unter dem Titel Das mönchische Ideal bis zu Benedikt (6. Jh) und seine Übereinstimmung mit dem Evangelium vor.
Parallel zur Abfassung begab er sich auf die Suche nach einem Haus, in dem ein gemeinschaftliches Leben möglich sein sollte. Im burgundischen Frangy besichtigte er einen Bauernhof, den er wegen der Nähe zur Stadt Genf ausschlug. Auch eine Immobilie in Bourg-en-Bresse lehnte er aus dem gleichen Grund ab. Am 20. August 1940 kam er mit dem Fahrrad nach Taizé, in dem damals etwa fünfzig größtenteils arme Leute lebten.
Da Taizé nahe der Demarkationslinie zwischen dem besetzten Norden und dem Süden Frankreichs lag, traf er auf viele Flüchtlinge. Er versteckte einige Juden und Oppositionelle, die vor den Nationalsozialisten in den unbesetzten Süden Frankreichs fliehen wollten. 1942 besetzte die Gestapo das Haus und verhaftete die Bewohner. Schutz, der gerade einen Flüchtling in die Schweiz gebracht hatte, blieb dort bis zur Befreiung Taizés 1944. In der Zwischenzeit konnte er sein Theologiestudium beenden.
Während dieser Zeit in Genf entwickelte sich eine kleine Gemeinschaft, die aus Roger Schutz und drei Freunden bestand, die in ihrer Wohnung viele Menschen willkommen hießen und über die Möglichkeit einer Gütergemeinschaft sprach. Sie verfasste auf Wunsch einiger Arbeiter, mit denen sie Kontakt hatten, einen Katechismus.
Im Juli 1944 wurde Roger Schutz durch die evangelisch-reformierte Kirche des Kantons Neuenburg ordiniert. Die Absprache war, dass er keine Pfarrstelle bekommt, sondern für den missionarischen Dienst außerhalb der Gemeinden zuständig ist und auch nicht von der Kirche entlohnt wird.
Nachdem Schutz im Herbst 1944 mit den drei Freunden nach Taizé zurückkommen konnte, kümmerte er sich um Kriegswaisen, aber auch um deutsche Kriegsgefangene, obwohl die einheimische Bevölkerung das damals für unpassend hielt. Dabei kam es auch zu einer tödlichen Misshandlung eines Priesters, der als Gefangener dem Zorn und der Verbitterung von Kriegswitwen zum Opfer fiel. Frère Roger beschrieb jene Zeit als „Jahre, in denen der Hass nichts als Hass zeugte“.
In einem weiteren angemieteten Haus ermöglichten die Brüder darüber hinaus Waisenkindern ein Zuhause. Rogers Schwester Geneviève versorgte sie wie eine Mutter.

### Prior von Taizé

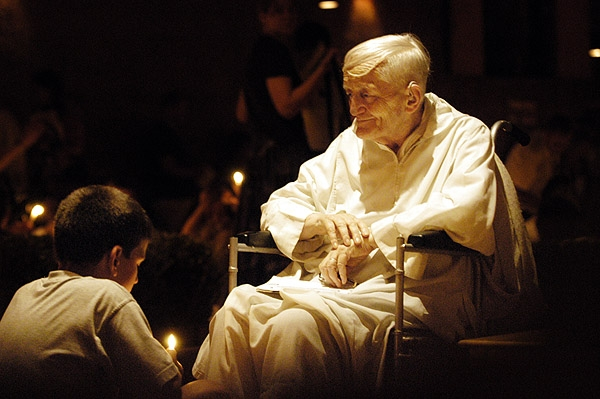
Frère Roger beim Gebet

Aus diesem Zusammenleben ging die Gründung der Communauté de Taizé hervor, deren erster Prior Frère Roger war. Am 17. April 1949 legten die ersten sieben Brüder aus dem Helferkreis Rogers die erste Profess ab.
Frère Roger nahm mit Fr. Max Thurian 1962 bis 1965 auf Einladung Papst Johannes’ XXIII. als Beobachter am Zweiten Vatikanischen Konzil teil. Hier konnten die Brüder wertvolle ökumenische internationale Kontakte knüpfen, z. B. zu Dom Hélder Câmara oder Yves Congar, was zur weiteren Vernetzung der Communauté de Taizé beitrug.
Am Osterfest 1970 kündigte Frère Roger ein „Konzil der Jugend“ an, dessen Hauptversammlung vom 28. August bis zum 2. September 1974 stattfand. Das „Konzil“ machte Taizé weltweit bekannt. 1979 wurde das geistliche Jugendtreffen in dieser Form vorläufig ausgesetzt und ging später in einen „Pilgerweg des Vertrauens auf der Erde“ über.

### Tod

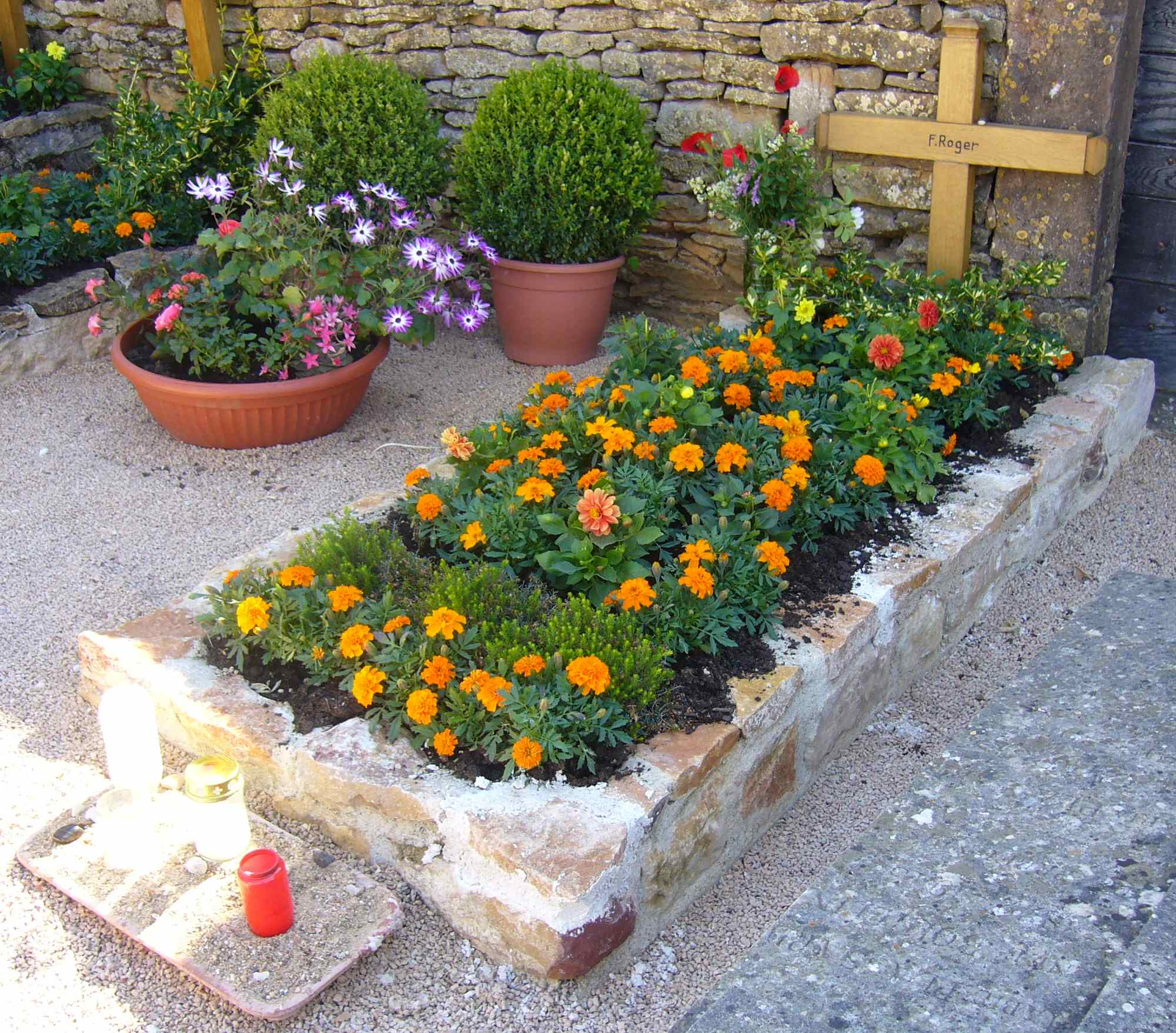
Das Grab Frère Rogers

Während der Vesper des 16. Augusts 2005, vier Tage vor dem 65. Jahrestag seiner Ankunft in Taizé, wurde Frère Roger in der Versöhnungskirche von einer Frau mit einem Messer tödlich verletzt. Das Gebet wurde, um Panik zu verhindern, fortgesetzt. Roger starb kurze Zeit später an den Verletzungen. Ein Strafverfahren gegen die Täterin, eine 35-jährige Rumänin, wurde wegen ihrer Unzurechnungsfähigkeit aufgrund einer psychischen Erkrankung eingestellt.
Beim Angelusgebet in Rom am Tage nach Frère Rogers Tod erklärte Papst Benedikt XVI., er sei „tief traurig“ und habe am Todestag Rogers einen bewegenden Brief von ihm erhalten, in dem er schrieb, er sei mit ganzem Herzen mit dem Papst und allen Teilnehmern des Weltjugendtages in Köln. Er könne aus gesundheitlichen Gründen selbst nicht kommen, fühle sich aber in Gemeinschaft mit „all denen, die jetzt in Köln versammelt sind.“
Auf dem Treffen mit Vertretern verschiedener Konfessionen beim Weltjugendtag 2005, der einen Tag nach dem Tod Frère Rogers eröffnet wurde, würdigte Benedikt XVI. den „geistlich gelebten Ökumenismus“ Rogers. Der damalige Erzbischof von Köln Joachim Kardinal Meisner betete mit jugendlichen Gästen des Weltjugendtags für Frère Roger. Im Anschluss äußerte er sich vor der Kirche gegenüber Reportern, zum Weltjugendtag habe Frère Roger nicht nach Köln kommen können, aber jetzt sei er präsent wie Johannes Paul II., der wenige Monate vorher gestorben war.
Zu seinem Nachfolger als Prior der Ordensgemeinschaft wurde der deutsche Bruder Frère Alois ernannt. Frère Roger hatte ihn schon acht Jahre zuvor dazu ausgewählt. Das Requiem wurde von Walter Kardinal Kasper, dem damaligen Präsidenten des päpstlichen Einheitsrates, gefeiert. Kasper würdigte Frère Roger als eine „der großen geistlichen Gestalten“ und als geistlichen Vater „unserer Zeit“. Zahlreiche Vertreter der christlichen Konfessionen sowie Regierungs- und Staatsvertreter nahmen daran teil. Frère Roger wurde auf dem Friedhof neben der Dorfkirche Sainte-Marie-Madeleine in Taizé beigesetzt.

## Ökumene

### Errichtung eines orthodoxen Priorats
Seinem Herzensanliegen, der Versöhnung der Christen, widmete sich Roger intensiv. Bereits in der ersten Fassung der Regel von Taizé forderte er: „Finde Dich niemals ab mit dem Skandal der Spaltung unter den Christen.“ Nach einem Besuch und Briefwechsel mit dem orthodoxen Patriarchen von Konstantinopel, Athenagoras, kam es im April 1963 in Taizé zur Errichtung eines Metochions, eines orthodoxen Priorats.

### Beziehung zur katholischen Kirche
Bei den Exsequien Papst Johannes Pauls II. im April 2005 reichte der damalige Kardinaldekan Joseph Ratzinger und spätere Papst Benedikt XVI. Frère Roger die Kommunion. Die Geste erregte weltweit Aufsehen, obwohl nach dem Kirchenrecht die Kommunion unter bestimmten Umständen auch an Christen anderer Konfessionen gereicht werden kann. In einem Interview mit der französischen Tageszeitung La Croix im Jahr 2006 behauptete der französische Historiker Yves Chiron, Frère Roger sei 1972 zur römisch-katholischen Kirche übergetreten. Die ökumenische Gemeinschaft von Taizé dementierte dies. Nach den Worten des Priors Frère Alois empfing Frère Roger im Petersdom seit 25 Jahren die Kommunion. Der damalige Bischof von Autun, Armand LeBourgois, habe bereits 1972 Frère Roger zum ersten Mal die Kommunion gereicht. Mehrere Zeugen von damals könnten dies bestätigen. „Wer in diesem Zusammenhang von Konversion spricht, begreift nicht den originären Ansatz Frère Rogers.“
Die Fédération protestante de France (Bund der protestantischen und evangelischen Kirchen Frankreichs) und Vertreter der katholischen Kirche äußerten sich dazu in ähnlicher Weise. Frère Roger selbst schrieb mit Blick auf seine Großmutter, die eine innere Versöhnung mit der katholischen Kirche vollzog:
„Ihr Lebenszeugnis prägte mich bereits in jungen Jahren und in ihrer Folge fand ich meine Identität als Christ darin, in mir den Glauben meiner Ursprünge mit dem Geheimnis des katholischen Glaubens zu versöhnen, ohne mit irgendjemandem zu brechen.“
Zur ökumenischen Brudergemeinschaft von Taizé gehören heute etwa 100 Brüder aus über 25 Nationen. Darunter befinden sich Katholiken, Mitglieder verschiedener evangelischer Kirchen und Anglikaner.

## Werk
Frère Rogers Hauptwerk sind die Quellen von Taizé, die der Communauté als Regel dienen. An ihr arbeitete er von 1941 an immer wieder und schloss sie 60 Jahre später endgültig ab.

## Preise und Auszeichnungen
- 9. April 1974: Templeton-Preis

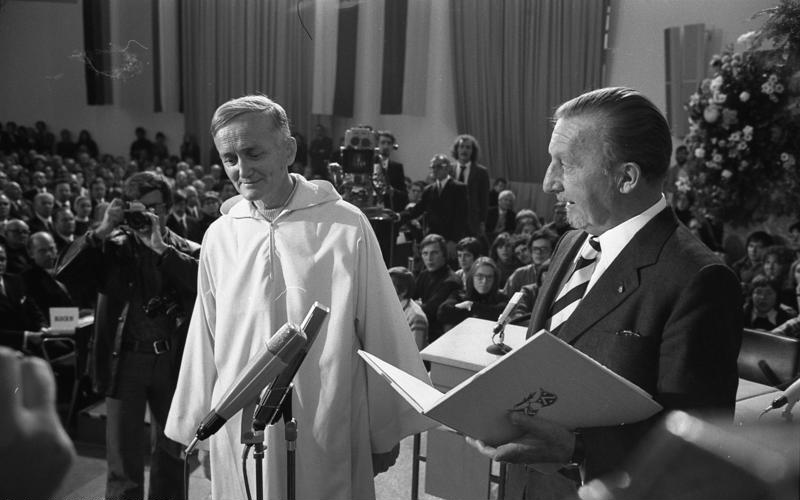
Frère Roger erhält 1974 den Friedenspreis des Deutschen Buchhandels, rechts: Ernst Klett jr.

- 13. Oktober 1974: Friedenspreis des Deutschen Buchhandels[36]
- 1986: Ehrendoktor der Universität Warschau
- 21. September 1988: UNESCO-Preis für Friedenserziehung
- 4. Mai 1989: Karlspreis der Stadt Aachen
- 1990: Ehrendoktor der Katholischen Universität Löwen
- 20. November 1992: Straßburger Robert-Schuman-Preis
- 24. April 1997: Notre Dame Award
- 22. Oktober 2003: Dignitas Humana Award
- In Schutz’ Geburtsdorf Provence ist eine Straße nach ihm benannt.
- 2006 wurde in Aachen eine Straße nach ihm benannt.

### Allgemein
- Literatur von und über Frère Roger im Katalog der Deutschen Nationalbibliothek
- Werke von und über Frère Roger in der Deutschen Digitalen Bibliothek
- Peter Aerne: Schütz [Schutz-Marsauche], Roger. In: Historisches Lexikon der Schweiz.
- Internetpräsenz der Communauté Taizé

### Meldungen über Tod, Beerdigung und Nachrufe
- Frère Roger, ein Beitrag der Deutschen Welle
- Modell für die gespaltene Christenheit (Artikel des Evangelischen Kirchenboten) (Memento vom 30. Oktober 2005 im Internet Archive)
- Brother Roger's funeral – photogalleries (Memento vom 17. Juli 2012 im Internet Archive)
- New York Times Obituary